# مشروع أستير
مشروع أستير هو مشروع لمؤسسة التراث، وهي مؤسسة فكرية محافظة مقرها واشنطن العاصمة تهدف إلى قمع ما تصنفه على أنه معاداة للسامية. وقد حظيت علي الجهود بدعم العديد من المنظمات المسيحية الإنجيلية، ولكن لم تحظ بدعم من أي منظمة يهودية كبرى. وقد تعرضت لانتقادات من قبل الصحفي ستيفن راب بسبب إدراجها لعبارات معادية للسامية في خطابه. وفقًا لمجلة سلايت وهآرتس وذا فوروارد و جويش إنسايدر، فإن مشروع أستير لا يتناول معاداة السامية اليمينية.

## تاريخ
أطلقت مؤسسة التراث مشروع أستير في أكتوبر 2024؛ وقد سُمي المشروع على اسم الشخصية التوراتية أستير. يصف المشروع الجماعات المؤيدة لفلسطين باعتبارها جزءًا من "شبكة دعم حماس". وقد وصفتها صحيفة الجارديان بأنها تهدف إلى تفكيك الحركة المؤيدة للفلسطينيين في الولايات المتحدة.
ويقال إن المشروع واجه صعوبة في العثور على المنظمات اليهودية التي يمكن الشراكة معها، في حين همش أولئك الذين يتعاونون معه.
وقد استهدفت المجموعة ثمانية من "العقول المدبرة"، جورج سوروس، وأليكس سوروس، وجيه بي بريتزكر، وأنجيلا ديفيس، ومانولو دي لوس سانتوس، وفيجاي براشاد، ونيفيل سينجهام، وجودي إيفانز، الذين تعتقد أنهم في قلب السياسة التقدمية. عائلة سوروس هي موضوع عدد من نظريات المؤامرة المعادية للسامية منذ فترة طويلة والتي تتطابق مع اللغة المستخدمة في مشروع أستير.
في يناير 2025، كشف تقرير صادر عن مجلة ذا فوروارد عن عرض تقديمي مسرب أرسلته مؤسسة مؤسسة التراث إلى مانحي مشروع أستير والذي تضمن خطة لتحديد واستهداف محرري ويكيبيديا الذين قالت المجموعة إنهم "يسيئون استخدام مناصبهم" من خلال نشر محتوى معادٍ للسامية.

## تحليل
وفقًا للتحليل الذي أجرته أخبار المعمدانيين العالمية، فإن "خطاب مشروع أستير حول محاربة "العقول المدبرة" اليهودية القوية يعزز نظريات المؤامرة التي تعود إلى قرون مضت حول اليهود الذين يتمتعون بقدر كبير من القوة والنفوذ".
وقال جاكوبين إن هذه الجهود هي جزء من الخوف الأحمر ضد الحركة المؤيدة للفلسطينيين واليسار السياسي.
وفقًا لمجلة سلايت، لا يعترف مشروع أستير بمعاداة السامية اليمينية أو تفوق العرق الأبيض ولا يتناولهما. وفقًا لصحيفة إلى الأمام، "يركز مشروع أستير حصريًا على منتقدي إسرائيل من اليسار، متجاهلًا مشاكل معاداة السامية من جانب المتطرفين البيض وغيرهم من الجماعات اليمينية المتطرفة." كما ذكرت صحيفة هآرتس أن مشروع أستير لا يتناول معاداة السامية اليمينية. عندما سأله موقع يهودي من الداخل عن سبب عدم تضمين الجهود المبذولة لمعاداة السامية اليمينية، قال جيمس كارافانو، رئيس عمليات مكافحة معاداة السامية في التراث، "إن العنصريين البيض ليسوا مشكلتي لأن العنصريين البيض ليسوا جزءًا من كوننا محافظين".
وصفت صحيفة تايمز أوف إسرائيل هدف مشروع أستير بأنه "حملة حكومية على الجماعات المناهضة لإسرائيل بمجرد عودة دونالد ترامب إلى البيت الأبيض".
وفقًا لتقرير نشرته مجلة إرساليات دينية، فإن مشروع أستير مرتبط ارتباطًا وثيقًا بالصهيونية المسيحية والإصلاح الرسولي الجديد.

## يدعم
وقد تلقى المشروع الدعم في المقام الأول من المنظمات المسيحية الإنجيلية.
تشمل المنظمات الداعمة مجلس أبحاث الأسرة، وائتلاف الإيمان والحرية، والنساء المهتمات بأمريكا، وجامعة ريجنت، ومنتدى النساء المستقلات، وائتلاف القيم اليهودية، ومعهد ستيمبوت.